# Венис (Лос Анджелис)
Венис (на английски: Venice) е квартал на град Лос Анджелис в щата Калифорния.
Известен е със своя плаж и бордуок (дъсчен път) на Тихия океан, както и с бохемската си атмосфера.
Венис е основан през 1905 г. от тютюневия милионер Абът Кини като морски курорт на 22,40 км (14 мили) на запад от Лос Анджелис.

## Личности
Настоящи и бивши известни жители:
- Джулия Робъртс
- Никълъс Кейдж
- Хълк Хоган
- Денис Хопър

1. ↑  projects.latimes.com //   Лос Анджелис Таймс.